# 森村幸子
森村 幸子（もりむら さちこ、1972年（昭和47年）1月28日 - ）は、日本の体操選手。

## 経歴・人物
境町立釆女小学校（現・伊勢崎市立境釆女小学校）、境町立北中学校（現・伊勢崎市立境北中学校）を経て、日本女子体育大学附属二階堂高等学校に入学。1988年ソウルオリンピックに出場した。
高校3年時、早稲田大学人間科学部への進学を希望しており、特別選抜を受けるべく準備していたが、高校側が成績の出願条件を誤って理解しており受験できなかった（1,2年時の成績評価が平均3.5以上が出願条件であったが、高校側は3年生の1学期まで含めて計算しており、1，2年時の成績では森村は3.5に到達していなかった）。これによって選手生活を続行する意欲を失い、現役を退いた。